# Fieseler Fi 103R (Reichenberg)
Fieseler Fi 103R (Reichenberg) là phiên bản của bom bay V-1 (hay tên gọi đúng hơn là Fieseler Fi 103) có người điều khiển của Đức quốc xã vào cuối Chiến tranh Thế giới II, nó được sản xuất cho các nhiệm vụ của "Phi đoàn Leonidas", Không đoàn V thuộc Kampfgeschwader 200 của Luftwaffe.

## Lịch sử

### Bối cảnh
Phi đoàn Leonidas, thuộc KG 200, đây là phi đoàn cảm tử. Những người tình nguyện được yêu cầu ký một lá đơn ghi rõ: "Tôi xin tự nguyện ghi danh vào nhóm cảm tử như một phần của tàu lượn-bom. Tôi hoàn toàn hiểu rằng việc làm này có khả năng dẫn đến cái chết của tôi." Ban đầu, cả Messerschmitt Me 328 và Fieseler Fi 103 (hay còn gọi là bom bay V-1) được coi là máy bay phù hợp, nhưng Fi 103 đã được thông qua.

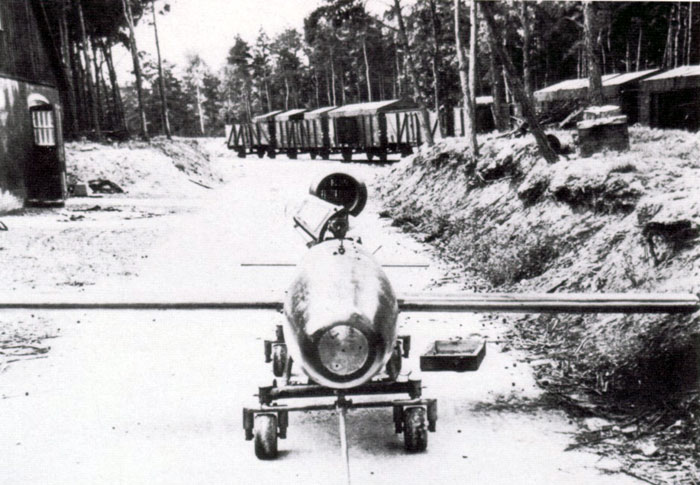
Fieseler Fi 103R, 1945

Tuy nhiên, các vấn đề trải qua khi chuyển đổi Me 328 đã khiến Heinrich Himmler muốn hủy bỏ đề án. Otto Skorzeny, người điều tra khả năng sử dụng ngư lôi do người điều khiển tấn công tàu của quân Đồng minh, đã giới thiệu tóm tắt đề án với Hitler, nhờ đó mà đề án được khôi phục, Otto Skorzeny liền liên lạc với phi công thử nghiệm nổi tiếng Hanna Reitsch. Fi 103 được đánh giá lại và nó dường như có thể tạo một cơ hội mong manh giúp phi công sống sót, nhờ đó nó được chấp nhận cho đề án.
Đề án có tên mã là "Reichenberg" theo tên của thủ đô cũ của Tiệp Khắc là Reichsgau Sudetenland (ngày nay là Liberec), máy bay cũng được gọi là "Reichenberg-Geräte".

### Phát triển của DFS
Mùa hè năm 1944, DFS (Viện nghiên cứu tàu lượn Đức) tại Ainring nhận nhiệm vụ phát triển một phiên bản có người điều khiển của Fi 103, một mẫu thử đã sẵn sàng để thử nghiệm và dây chuyền sản xuất được thiết lập ở Dannenberg.
V-1 được chuyển đổi thành Reichenberg bằng việc thêm một buồng lái nhỏ trước lối vào khí của động cơ xung phản lực. Buồng lái có các đồng hồ đo tham số bay cơ bản và có một ghế dạng thùng làm bằng gỗ. Nắp buồng lái kiểu 1 mảnh kết hợp với một bảng điều khiển được bọc giáp, nắp buồng lái được mở sang bên để cho phi công vào khoang điều khiển. Cánh được gắn với các cạnh cứng.
Người ta cũng đưa ra một phương án dùng một máy bay ném bom He 111 mang theo một hoặc hai chiếc Reichenberg ở dưới cánh, bay đến gần mục tiêu rồi phóng Reichenberg đi. Phi công trên Reichenberg sau đó sẽ điều khiển máy bay tới mục tiêu, làm bật nắp buồng lái ngay trước khi va chạm và nhảy ra khỏi máy bay. Khi làm như vậy cơ hội sống sót của phi công ít hơn 1%.

## Biến thể

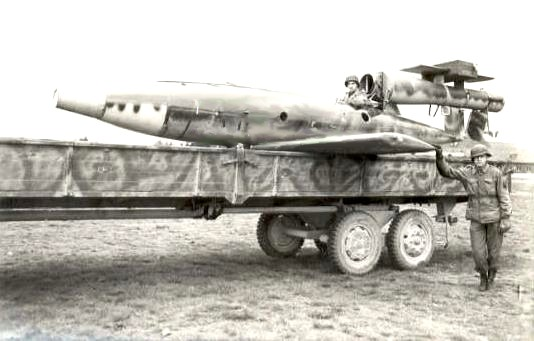
Fieseler Fi 103R cũng máy phóng, 1945

Có 4 biến thể: By October 1944 about 175 R-IVs were ready for action.
- R-1 – tàu lượn không động cơ có một chỗ ngồi.
- R-II – có 2 động cơ và có thể mang theo đầu đạn.
- R-III – phiên bản một chỗ.
- R-IV – kiểu vận hành trang bị động cơ tiêu chuẩn.

## Lịch sử hoạt động

### Huấn luyện
Các tình nguyện viên được đào tạo bằng tàu lượn thường để tạo cho họ cảm giác bay, sau đó chuyển sang đào tạo bằng các tàu lượn đặc biệt có cánh ngắn và khi bổ nhào có thể đạt vận tốc lên tới 300 km một giờ (190 mph). Sau đóm họ được đào tạo tiếp bằng phiên bản R-II có hệ thống điều khiển kép.
Việc huấn luyện trên R-I và R-II và cho dù việc hạ cánh chúng rất khó, nhưng chúng lại là những chiếc máy bay dễ điều khiển, nếu mọi việc thuận lợi Phi đoàn Leonidas sẽ sớm được đưa vào hoạt động. Albert Speer viết cho Hitler ngày 28/7/1944 rằng ông ta phản đối việc lãng phí những người đàn ông và máy móc để chống lại quân Đồng minh ở Pháp và đề nghị sẽ tốt hơn nếu triển khai họ chống lại quân đội Liên Xô.

### Thử nghiệm bay

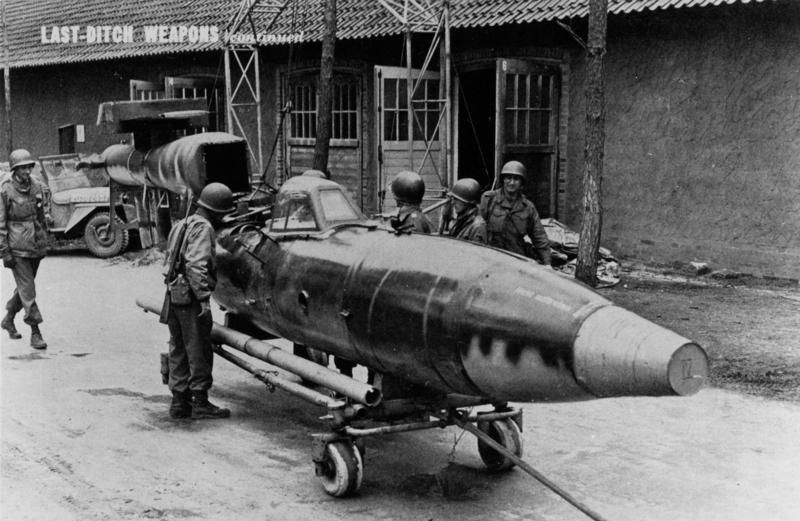
Fieseler Fi 103R bị quân đội Mỹ tịch thu, 1945

Chuyến bay đầu tiên được thực hiện tháng 9/1944 tại Larz, Reichenberg được phóng đi từ một chiếc He 111. Tuy nhiên, nó bị rơi sau khi phi công mất điều khiển khi vô tình làm bật nắp buồng lái. Chuyến bay thứ hai diễn ra vào ngày sau đó cũng kết thúc trong tai nạn, các chuyến bay thử nghiệm tiếp theo được các phi công Heinz Kensche và Hanna Reitsch thực hiện. Bản thân Reitsch cũng gặp phải vài vụ tai nạn nhưng rất may cô đều không sao. Ngày 5/11/1944 trong chuyến bay thử thứ hai của R-III, một cánh bị rơi do rung lắc và Heinz Kensche buộc phải nhảy dù.

### Hủy bỏ đề án
Khi Werner Baumbach nhận quyền chỉ huy KG 200 vào tháng 10/1944, Baumbach hoãn đề án Reichenberg và ủng hộ đề án Mistel. Baumbach và Speer cùng gặp Hitler vào ngày 15/3/1945 và thuyết phục Hitler rằng các nhiệm vụ cảm tử không phải là một truyền thống của chiến binh Đức, ngay sau đó Baumbach lệnh cho các đơn vị Reichenberg giải tán.

## Hiện vật trưng bày

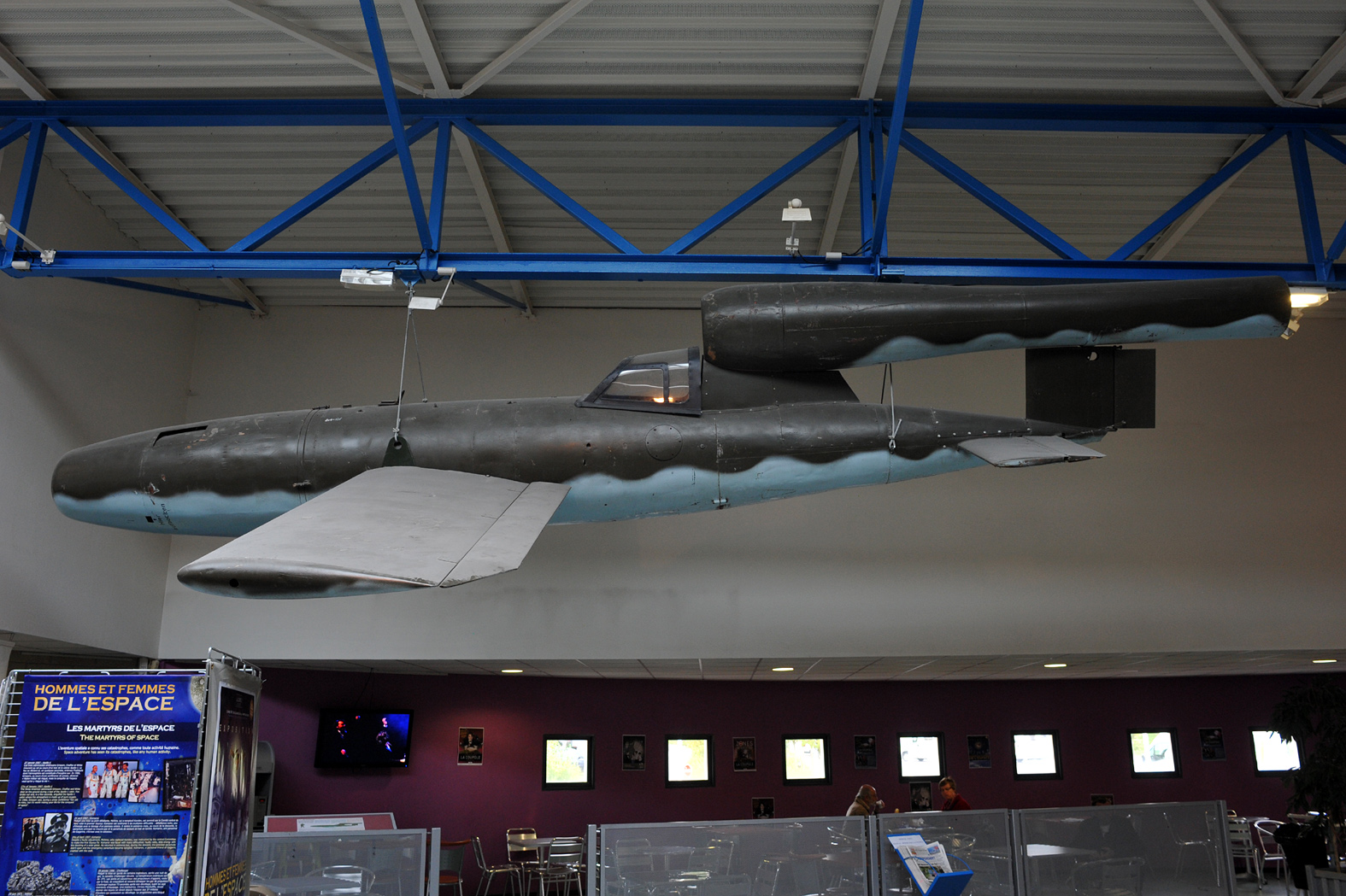
Fieseler Fi 103R tại bảo tàng La Coupole

- Bộ sưu tập Di sản bay, Everett, Washington[10]
- Bảo tàng Chiến tranh Canada.
- Bảo tàng Chiến tranh trên không Lashenden, Headcorn, Kent, (hiện đang lưu trữ tại Đức)[11]
- La Coupole, Saint-Omer, Pháp.[12]
- Căn cứ Không quân Stinson, San Antonio, Texas, Hoa Kỳ.[13]

## Tính năng kỹ chiến thuật (Fi 103R-IV)

### Đặc điểm riêng
- Tổ lái: 1
- Chiều dài: 8 m (26,24 ft)
- Sải cánh: 5,72 m (18,76 ft)
- Chiều cao: n/a
- Trọng lượng có tải: 2.250 kg (4.960 lb)
- Động cơ: 1 động cơ xung phản lực Argus As 014, lực đẩy 350 kgf (770 lbf)

### Hiệu suất bay
- Vận tốc cực đại: 800 km/h (500 mph (khi bổ nhào))
- Vận tốc hành trình: 650 km/h (400 mph)
- Tầm bay: 330 km (205 miles)